# بحيرة أمبوسيل
بحيرة أمبوسيل هي بحيرة تنزانية تقع على هضبة لوسوغونوي. تُعد واحدة من أربعة مسطحات مائية في حوض بانغاني [الإنجليزية] إلى جانب سد نيومبا يا مونغو [الإنجليزية] وبحيرة تشالا وبحيرة جيب.